# The Soup Dragons
The Soup Dragons fue una banda escocesa de rock alternativo, activa entre finales de los años 80 y principios de los 90. Llamados así por un
personaje de Clangers, una serie infantil de animación de la BBC, el grupo es sobre todo conocido por su versión de la canción I'm Free de los Rolling Stones.

## Historia
Soup Dragons se formó en 1985 en Bellshill, una ciudad cercana a Glasgow. La formación estaba compuesta por Sean Dickson (vocalista y guitarra principal), Jim McCulloch (guitarra y segunda voz), quien sustituyó a Ian Whitehall y Sushil K. Dade (bajo). El batería original, Ross A. Sinclair, dejó el grupo después del primer álbum propiamente dicho de la banda, This is our art, para encaminar su carrera en el mundo del arte, fue reemplazado por Paul Quinn. La mayor parte de las canciones fueron escritas por Dickson, algunas no obstante fueron coescritas con McCulloch.
La banda grabó su primera maqueta, You have some too, después de unas pocas actuaciones en giras locales, a esta le siguió un sencillo en formato flexi disk If you were the only girl in the world. Originalmente inspirados en bandas como Buzzcocks y enfocados en el movimiento C86, al igual que otras bandas del llamado Sonido Bellshill (por Bellshill, pueblo natal de la banda), como los BMX Bandits y Teenage Fanclub, experimentaron numerosos cambios de estilo a lo largo de su carrera.
Firmaron un contrato discográfico con The Subway Organization a principios de 1986 y su primer sencillo como tál (The sun in the sky EP) estaba inspirado en el pop punk de los Buzzcocks. El primer gran éxito de la banda llegaría en 1986 con su segundo sencillo para Subway, Whole wide world, alcanzando el puesto 2 en la UK Independent Chart (lista de éxitos británica de música independiente). En esta época Dickson y McCulloch también se pluriemplearon en BMX Bandits. Tras esto la banda firmó con el antiguo Wham! y co-mánager Jaz Summers para su sello Raw TV con posteriores éxitos indie (y algunas entradas en el UK Singles Chart) que siguieron durante el 87 y el 88. En el curso de esos seis primeros sencillos (tres de los cuales fueron recopilados en Hang Ten, solo para EE. UU., en 1986) la banda gradualmente desarrolló un sonido más complejo en las guitarras, el cual culminó en su primer álbum de estudio, This is our art, ahora ya contratados por un sello mayor Sire Records. Pero después de que uno de los sencillos del álbum, Kingdom chair, no llegara a entrar en las listas la banda fue desechada por Sire y regresó a Raw TV.
En el año siguiente a This is our art el sonido de la banda evolucionó del indie rock hacia el rock dance fusionado con el Baggy Sound (género musical británico orientado a las pistas de baile), muy popular en aquella época, en la realización de su álbum Lovegod. Este cambio les emparejó estilísticamente con los también escoceses Primal Scream y puede ser atribuido al auge de la escena Acid House Rave que se vivía en Reino Unido. En 1990, editaron su mayor éxito comercial en Gran Bretaña I´m free, una versión con un tempo más acelerado de la canción de los Rolling Stones, a la cual añadieron un Toasting (referido a hablar o rapear sobre una base rítmica) de la estrella reggae Junior Reid, alcanzando el puesto 4 en las listas. Este sencillo aparecía en la recopilación Happy Daze.
Los siguientes álbumes mantuvieron el sonido de fusión Rock Dance. En 1992 les llegaría su mayor éxito en EE. UU. con Divine thing alcanzando el puesto 35 en el Billboard Hot 100. También el número 3 en el Modern Rock Charts, el video de la canción fue nominado a los premios MTV como uno de los mejores del año, aunque fue batido por el de Smells like teen spirit de Nirvana.
La banda se separó en 1995, Quinn se unió a Teenage Fanclub, banda también de Bellshill. Sushil K. Dade formó el grupo de post rock experimental Future Pilot A.K.A, el cantante Sean Dickson formó DJ Hifi Sean. Jim McCulloch se unió a Superstar, banda de Glasgow y formó el colectivo musical Green Peppers. Escribe y graba con Isobel Campbell.

## Discografía

### Álbumes
- Hang Ten (recopilación, 1986)
- This Is Our Art (1988)
- Lovegod (1990)
- Hotwired (1992)
- Hydrophonic (1994)